# Luxembourg au Concours Eurovision de la chanson 1978
Le Luxembourg a participé au Concours Eurovision de la chanson 1978 le 22 avril à Paris, en France. C'est la 22e participation luxembourgeoise au Concours Eurovision de la chanson.
Le pays est représenté par le duo Baccara et la chanson Parlez-vous français ?, sélectionnés par Télé Luxembourg au moyen d'une finale nationale.

## Sélection

### Finale nationale luxembourgeoise
Le radiodiffuseur luxembourgeois, Télé Luxembourg (RTL), organise pour la deuxième fois une finale nationale, au lieu de la sélection interne habituelle, afin de sélectionner l'artiste et la chanson représentant le Luxembourg au Concours Eurovision de la chanson 1978.
Cinq chansons différentes participent à la finale nationale luxembourgeoise. Les chansons sont toutes interprétées en français, l'une des langues officielles du Luxembourg.
Parmi les participants on peut noter Gitte Hænning qui a représenté l'Allemagne à l'Eurovision 1973 et Liliane Saint-Pierre qui représenterait la Belgique à l'Eurovision 1987.
Lors de cette sélection, c'est la chanson Parlez-vous français ?, interprétée par le duo espagnol Baccara, qui fut choisie avec Rolf Soja comme chef d'orchestre, également compositeur de la chanson.

#### Finale
| Ordre | Artiste              | Chanson                   | Points | Place |
| ----- | -------------------- | ------------------------- | ------ | ----- |
| 1     | Jean-Paul Cara       | Un arbre dans la ville    | 62     | 2     |
| 2     | Gitte Hænning        | Rien qu'une femme         | 56     | 3     |
| 3     | Jairo                | Dans les yeux d'un enfant | 51     | 5     |
| 4     | Baccara              | Parlez-vous français ?    | 80     | 1     |
| 5     | Liliane Saint-Pierre | Mélodie                   | 52     | 4     |

## À l'Eurovision

### Points attribués par le Luxembourg
| 12 points | Israël      |
| 10 points | Irlande     |
| 8 points  | Suisse      |
| 7 points  | Belgique    |
| 6 points  | Pays-Bas    |
| 5 points  | Royaume-Uni |
| 4 points  | Grèce       |
| 3 points  | Italie      |
| 2 points  | Espagne     |
| 1 point   | France      |

### Points attribués au Luxembourg
| 12 points                     | 10 points | 8 points              | 7 points                 | 6 points         |
| ----------------------------- | --------- | --------------------- | ------------------------ | ---------------- |
| - Espagne - Italie - Portugal |           |                       | - Danemark - Royaume-Uni | - Monaco - Suède |
| 5 points                      | 4 points  | 3 points              | 2 points                 | 1 point          |
|                               |           | - Belgique - Pays-Bas | - Irlande - Turquie      | - Grèce          |

Baccara interprète Parlez-vous français ? en 17e position lors de la soirée du concours, suivant le Danemark et précédant Israël.
Au terme du vote final, le Luxembourg termine 7e sur les 20 pays participants, ayant obtenu 73 points,.